# Pariser Platz
Pariser Platz er en plads i Berlin, hvor Brandenburger Tor ligger. Den er blandt de mest bevarede pladser i byen siden murens fald.